# Molí del Guineu
El Molí del Guineu és una obra de Barberà de la Conca (Conca de Barberà) inclosa a l'Inventari del Patrimoni Arquitectònic de Catalunya.

## Descripció
Es conserven les parets amb una entrada lateral i una altra entrada a la part baixa que és la volta de canó. Tanmateix, es conserva la bassa amb el seu cacau rodó. El seu estat de conservació és molt precari; les restes conservades es consideren ruïna. El 80% de la seva superfície està cobert per vegetació.

## Història
Es troba a la riba esquerra del torrent de Barberà, afluent de l'Anguera i a l'horta prop del poble de Barberà.